# Маркулета, Мартин
Мартин Маркулета Барбериа (исп. Martín Marculeta Barbería; 24 сентября 1907, Сан-Себастьян - 19 ноября 1984, Сан-Себастьян) - испанский футболист, полузащитник сборной Испании. Участник Олимпийских игр 1928 и Чемпионата мира 1934.

## Биография
Мартин Маркулета с двенадцати лет играл в молодёжной команде «Реал Сосьедад». В основе дебютировал в 1924 году в матче с командой «Реал Унион». В течение следующих десяти лет, Маркулета провёл 229 матчей и забил 39 голов за «Реал Сосьедад» из них 106 матчей и 4 гола в чемпионате Испании. В 1928 году в составе сборной Испания на Олимпийских играх в Амстердаме дошёл до четвертьфинала.
В 1934 году провёл один матч на чемпионате мира. Завершил карьеру в «Атлетико Мадрид». В трёх матчах сезона 1935/36 был исполняющим обязанности главного тренера «Атлетико».
Во время гражданской войны вернулся в родной город Сан-Себастьян, принимал участие в товарищеских матчах команды «Реал Сосьедад», а в 1937 году возглавил команду из Сан-Себастьяна. После войны Маркулета тренировал «Реал Унион» и «Спортинг» (Хихон).
Мартин Маркулета умер в своем родном городе 19 ноября 1984 года.